# Герелло Василь Георгійович
Василь Георгійович Герелло (13 березня 1963, с. Васловівці, Чернівецька область, УРСР, СРСР) — радянський і російський оперний співак. Заслужений артист України (2006, позбавлений у 2025). Народний артист Російської Федерації (2008).
Виступав на підтримку війни РФ в Україні. Фігурант бази даних центру «Миротворець».

## Біографія
Середню освіту здобув у ближніх до рідного села Малому Кучурові (9 клас) та Садгорі (11 клас). В школі навчався добре.
Після здобуття середньої освіти вступає до Чернівецького музичного училища. На той час Василь уже самотужки оволодів багатьма музичними інструментами (акордеоном, баяном, саксофоном та ін.), мав досвід виступів на сільських заходах (весіллях та ін.).
Через рік навчання в училищі його призвали на дійсну військову службу. Служив не далеко — в Садгорі (тепер це частина Чернівців), грав у військовому оркестрі, часто в складі оркестру в Чернівецькому будинку офіцерів, де познайомився з своєю майбутньою дружиною.
Після закінчення терміну служби в армії, Василь Герелло повертається продовжувати навчання в Чернівецьке музичне училище, але вже на вокальне відділення. За порадою вчителів, які розгледіли в здібному студентові майбутню світову зірку, не завершивши навчання в училищі, поступає в Ленінградську консерваторію на вокальний факультет, в клас Ніни Олександрівни Серваль.
Ленінградську консерваторію Василь Герелло закінчив у 1991 році, а ще в 1990 році, на третьому курсі, після того, як його прослухав головний диригент Маріїнського театру Валерій Гергієв, був запрошений на роботу в трупу цього театру, причому — на головні партії.
Дебютом співака Герелло став Валентин у «Фаусті», незабаром були ролі Онєгіна, Родріго. Василь став першим, хто в Маріїнському театрі заспівав «Травіату» мовою оригіналу. У студентські роки відбувся і зарубіжний дебют співака: на сцені Нідерландської опери у виставі «Севільський цирульник» він заспівав партію Фігаро.
З трупою Маріїнського театру Василь Герелло з гастролями відвідав майже всі оперні сцени європейських і світових театрів. Орфеєм «російської сцени» називали зарубіжні музичні критики В. Г. Герелла — соліста Маріїнського театру.
Василь Герелло виступав з усіма всесвітньо відомими диригентами: Валерієм Гергієвим, Ріккардо Муті, Мунг-Вун Чунгом, Клаудіо Аббадо, Бернардом Гайтінком, Фабіо Луізі та іншими.
Після розпаду Радянського Союзу Герелло вийшов із штату Маріїнського театру, але не порвав з ним — часто виступає в театрі по контракту, як і з багатьма оперними театрами світу.
У 2000 році у Франції вийшов фільм-опера «Війна і мир» (La guerre et la paix) режисера Франсуа Руссійон з Василем Герелло в одній з головних ролей.
Василь Герелло володіє українською, англійською, іспанською, італійською та російською мовами.
Проживає з сім'єю в Санкт-Петербурзі, кожного року відвідує рідне село Васловівці та місто своєї молодості Чернівці.
18 березня 2022 року виступив на концерті в Москві (стадіон «Лужники») з нагоди річниці окупації Криму, таким чином відкрито підтримавши війну Російської Федерації проти України.
У квітні 2022 року виступав з концертом у марафоні «Za Россию» на підтримку російського вторгнення в Україну.

## Творча діяльність[10]

### Партії, виконувані на сцені Маріїнського театру та інших театрів
- Пастор («Хованщина»)
- Щелкалов («Борис Годунов»)
- Онєгін («Євгеній Онєгін»)

- Роберт («Іоланта»)

Обкладинка україномовного диску Василя Герелло

- Томський і Єлецький («Пікова дама»)
- Панталоне («Любов до трьох апельсинів»)
- Наполеон («Війна і мир»)
- Фігаро («Севільський цирульник»)
- Генрі Ештон («Лючія ді Ламмермур»)
- Жорж Жермон («Травіата»)
- Ренато («Бал-маскарад»)
- Дон Карлос («Сила долі»)
- Маркіз ді Поза («Дон Карлос»)
- Макбет («Макбет»)
- Амонасро («Аїда»)
- Форд («Фальстаф»)
- Марсель («Богема»)
- Шарплес («Мадам Баттерфляй»)
- Валентин («Фауст»)
- Граф Альмавіва («Весілля Фігаро»)

Також репертуар співака включає партії Герцога («Скупий лицар»), молодого балеарця («Саламбо»), Папагено («Чарівна флейта»), Юлія Цезаря («Юлій Цезар»), Симона Бокканегра («Симон Бокканегра»), Річарда Форту («Пуритани»), Альфіо («Сільська честь»), Філіппо Марії Вісконті («Беатріче ді Тенда»), Тоніо («Паяци»), Дона Карлоса («Ернані»), графа ді Луна («Трубадур»).

### Гастролі
З трупою Маріїнського театру Василь Герелло гастролює в Іспанії, Італії, Шотландії (Единбурзький фестиваль), Фінляндії (фестиваль в Міккелі), Франції і Португалії.
Запрошується найбільшими оперними театрами світу, серед яких Опера Бастилія (Париж), дрезденська Земпера, берлінські Дойче Опер і Штаатсопер, Метрополітен-опера (Нью-Йорк), віденська Штаатсопер, Королівський оперний театр Ковент-Гарден (Лондон), театр Ла Феніче (Венеція), Канадська національна опера (Торонто), Театро Колон (Буенос-Айрес), Театр Сан-Паоло (Бразилія), Опера Сантьяго де Чилі, Ла Скала (Мілан), оперні театри Амстердама і Бергена.

### Концертна діяльність
Василь Герелло, як співак, веде активну концертну діяльність.
Він брав участь в концерті молодих солістів країн Тихого океану в оперному театрі Сан-Франциско, виконав камерну сольну програму в театрі Шатле, співав в концерті Belcanto з симфонічним оркестром Бельгії. Виступав в Нью-Йорку (Карнегі-хол) і Лондоні (Королівський Альберт-холл), з Далласким і Нью-йоркським симфонічними оркестрами. Дає сольні концерти на сцені Концертного залу Маріїнського театру. Часто виступає з благодійними концертами на сценах Санкт-Петербургу.

### Фестивальна діяльність
Василь Герелло учасник багатьох міжнародних фестивалів, серед яких VII Міжнародний фестиваль «Музика великого Ермітажу», XIV Міжнародний музичний фестиваль «Палаци Санкт-Петербургу», фестиваль «Зірки білих ночей» і Московський Пасхальний фестиваль. Виступає зі всесвітньо відомими диригентами — Валерієм Гергієвим, Ріккардо Муті, Мунг-Вун Чунгом, Клаудіо Аббадо, Бернардом Хайтинком, Фабіо Луїзі і багатьма іншими.

## Нагороди
19 січня 2025 року позбавлений усіх дерржавних нагород України, доданий до санкційного списку, має фінансові обмеження.
- Народний артист Російської Федерації (2008)
- Лауреат Всесвітнього конкурсу оперних співаків BBC Cardiff singer of the world (1993)
- Лауреат Міжнародного конкурсу молодих оперних співаків ім. Н. А. Римського-Корсакова (I премія, Санкт-Петербург, 1994)
- Лауреат вищої театральної премії Санкт-Петербурга «Золотий софіт» (1999)
- Лауреат музичної премії Fortissimo, заснованої Санкт-Петербурзькою державною консерваторією ім. Н. А. Римського-Корсакова (номінація «Виконавська майстерність»)

## Відгуки преси про Василя Герелло[10]
- Оперна зірка світової величини. Яскрава зірка, нетипова для музичного небосхилу («Санкт-Петербургские Ведомости»).
- Ще одна безперечна удача — образ Дон Карлоса, створеного Василем Герелло. Співак з усією точністю передає нам суть характеру вердиевского героя. Його особлива гідність — в достовірності вокальної інтерпретації і виразній акторській грі. Додамо до цього прекрасний чарівливий баритон, що підкорює силою звучання («Российская газета»)
- Вже в першому творі — каватині Фігаро з «Севільського цирульника» — проявилися усі достоїнства співака: сила, гнучкість і рухливість голосу, рівне звуковедення, красивий тембр… («Вечерний Петербург»)
- На алеї слави у Чернівцях демонтували зірку Василя Герелло — фото («Молодий Буковинець»[11])

## Російсько-українська війна
18 березня 2022 р. у Росії відзначали восьму річницю анексії Криму. На честь цього та в знак підтримки війни в Україні у Москві відбувся концерт. Буковинець Герелло виступав разом із гуртом «Любе», Олегом та Родіоном Газмановими, Юлією Чичеріною та іншими зірками країни РФ. Також під час заходу виступив президент РФ Володимир Путін, який заявив, що росіяни «ще ніколи не були такі згуртовані, як зараз». («Суспільне»)

## Сім'я
- Дружина — Герелло Альона, хормейстер
- Син — Герелло Андрій Васильович, юрист